# Конфедерация свободных профсоюзов (Франция)
Конфедерация свободных профсоюзов (фр. Confédération des syndicats libres, CSL), в 1959—1977 — Французская конфедерация труда (фр. Confédération française du travail, CFT) — французское корпоративистское профобъединение 1959—2002. Причислялась к «жёлтым профсоюзам», была тесно связана с работодателями и правыми политическими силами. Стояла на жёстко антикоммунистических позициях, сотрудничала с голлистской партией RPF и силовой структурой SAC. Активисты конфедерации активно участвовали в социальных проектах компаний и в силовых конфликтах с ВКТ и коммунистами.

## Предыстория
Старейшим и крупнейшим профобъединением Франции является левоориентированная Всеобщая конфедерация труда (ВКТ). В первые послевоенные годы над ВКТ установился контроль Французской компартии (ФКП), коммунист Амбруаз Круаза являлся министром труда. В противовес этой тенденции при участии представителя АФТ Ирвинга Брауна было создано профобъединение Форс увриер во главе с Леоном Жуо. С другой стороны, предприниматели стимулировали создание «жёлтых профсоюзов» и антикоммунистических рабочих организаций на уровне компаний. Наибольшее развитие этот процесс получил в автомобильной промышленности, на предприятиях Simca, Citroën, Peugeot.
Уже в январе 1947 были основаны Комитет экономических и профсоюзных исследований (CEES) и Конфедерация независимого труда (CTI). Во главе этих структур стал бывший деятель ВКТ, затем министр коллаборационистского правительства Виши Рене Белен. Издавался бюллетень Travail et Liberté, пропагандировавший идеи корпоративизма. В 1949 была учреждена голлистская профсоюзная организация Аксьон увриер, аффилированная с партией генерала де Голля Объединение французского народа (RPF). В 1951 «Аксьон увриер» преобразовалась во Всеобщую конфедерацию независимых профсоюзов (CGSI). Профобъединение обращалось к рабочему классу с позиций французского национализма, корпоративизма и непримиримого антикоммунизма. В идеологии CGSI ощущалось также наследие Конфедерации французских профессиональных синдикатов 1937—1940, связанной с крайне правой Французской социальной партией полковника де ля Рока.
Опорными базами CGSI становились предприятия машиностроения, металлургии и химической промышленности Парижского региона. Главные лидеры CGSI — Сюльпис Девез, Андре Парсаль, Кристиан Жаке и другие — происходили из ФКП 1930-х, впоследствии порвали с компартией, одни участвовали в Сопротивлении, другие примыкали к коллаборационистам. Между ними шла острая борьба за руководство, происходили регулярные организационные расколы. В середине 1950-х активно действовала Французская конфедерация независимых профсоюзов (CFSI). Её возглавил представитель профсоюзов химпрома Жак Симакис, не имевший отношения ни к ФКП, ни к коллаборационизму, зато тесно связанный со Службой гражданского действия (SAC) — ведомством охраны и безопасности RPF и партий-преемников. Тогда же на автозаводе Simca в Пуасси в рамках CGSI был создан Автономный синдикат (секретарь — Роже Рока), затем Независимый синдикат (лидеры — Раймон Жаке, Жорж Гийодо, Никола Фьорентино). С этими структурами интенсивно сотрудничал основатель компании Анри (Энрико) Пигоцци.
Приход к власти президента де Голля и установление Пятой республики в 1958 привели к окончательному расколу CGSI. Сторонники Кристиана Жаке, безоговорочно поддержавшие де Голля, объединились с синдикатами Simca и примкнул к CFSI. 13 декабря 1959 на основе этого объединения был учреждена Французская конфедерация труда (CFT, ФКТ).

## Период Симакиса
Генеральным секретарём ФКТ стал Жак Симакис. В руководстве профобъединения состояли Кристиан Жаке, Робер Бернаскони, Робер Кальмежан, Анри Горс-Франклен — видные фигуры RPF, депутаты парламента, активисты голлистского профдвижения, сотрудники SAC. Горс-Франклен некоторое время возглавлял Национальную ассоциацию поддержки действий генерала де Голля, созданную по инициативе Пьера Лефрана. Членскую базу ФКТ составили прежние активисты CGSI и другие рабочие-голлисты. Крупнейшие организации действовали на автозаводах Simca и Citroën. Особой многочисленностью профсоюз не отличался, но в 1967 отмечалась максимальная численность — до 100 тысяч человек.
Идеология профобъединения основывалась на корпоративном классовом сотрудничестве, голлистской версии французского национал-патриотизма, жёстком антикоммунизме и антилиберализме. ФКП и ВКТ определялись как главные противники. Обычно ФКТ негативно относилась к забастовкам и пикетированиям — зато была активна в коллективных переговорах с работодателями и социальных проектах компаний. Администрации автопромышленных компаний часто шли навстречу ФКТ, поскольку рост её популярности означал ослабление позиций ВКТ. Членство в ФКТ часто означало лучшие условия работы, более высокие заработки, расширенный социальный пакет, повышение в трудовой иерархии. Особенно ярко это проявилась на Simca-Poissy, где сформировалась модельная система ФКТ, включая профсоюзную службу порядка.
Среди политических партнёров ФКТ в разное время были такие видные деятели, как Шарль Паскуа, Жак Ширак, Жан Леканюэ. Из зарубежных профсоюзов наиболее тесные связи поддерживались с итальянским CISNAL и вертикальными синдикатами франкистской Испании. Жак Симакис имел встречу с Шарлем де Голлем и заявил о взаимопонимании с президентом. Однако ФКТ не получила важного статуса «презумпции представительного профсоюза» — позволяющего осуществлять профсоюзную деятельность без представления документированных доказательств.
В кадровом активе важную роль играли сотрудники SAC с большим опытом спецопераций и политического насилия. Нередко встречались ветераны Второй мировой (с обеих сторон — голлистского Сопротивления и вишистского коллаборационизма), Алжирской и Индокитайской войн. Отмечались и связи профячеек с криминальными структурами. Во взаимодействии с SAC и секьюрити автопромышленных компаний они практиковали уличное насилие в отношении членов ВКТ, забастовщиков и пикетчиков. На автозаводах устраивались стрелковые клубы и тиры для тренировки активистов.
В событиях Красного мая 1968 ФКТ не поддержала всеобщую забастовку, проводила акции в поддержку де Голля и в защиту свободы труда. Участвовала в массовой голлистской демонстрации 30 мая. В начале 1970-х отмечались силовые акции ФКТ: нападения на пикетчиков у завода Citroën в Ренне, нападения на коммунистических и социалистических агитаторов в ходе муниципальной предвыборной кампании 1971, массовая драка с троцкистами. Негодование по всей стране вызвало нападение на «народный бал» в Исси-ле-Мулино — десятки боевиков атаковали югославских рабочих-сквоттеров; отступив в столкновении, боевики захватили в заложницы двух женщин, которые подверглись насилию.
Деятельность ФКТ отнюдь не сводилась к актам насилия, однако нападения и избиения наложили отпечаток на репутацию профобъединения. Левые авторы называли ФКТ «ополчением боссов», «фашистами и бандитами на службе капитала». Комментаторы признавали одиозность ФКТ, отторжение и даже ненависть со стороны интеллигенции, особенно журналистов. В то же время отмечалось, что этот профсоюз «не похож ни на какой другой», активисты ФКТ характеризовались как «смелые, наглые, упорные». Эти свойства создавали ФКТ специфическую привлекательность.

## Период Блана

### Смена руководства
После отставки президента Шарля де Голля в 1969 и кончины президента Жоржа Помпиду в 1974 во Франции произошла смена власти. Новым президентом был избран кандидат либерального Союза за французскую демократию Валери Жискар д’Эстен. ФКТ оказалась в правой оппозиции, поддерживая голлистские партии Союз демократов в поддержку республики и Объединение в поддержку республики. Эти изменения отразились на положении профсоюза. В 1975 новым генеральным секретарём ФКТ был избран Огюст Блан — руководитель профсоюзных организаций на заводах Citroën, отставной парашютист-десантник. Жак Симакис со скандалом покинул ФКТ.
По инерции продолжались силовые акции. На заводе Citroën в Оне-су-Буа с сентября 1975 по март 1976 было совершено более тридцати нападений на активистов ВКТ, в апреле 1976 жестоко избит руководитель ВКТ на автозаводе в Леваллуа-Перре Альфонс Кампосео. Но Огюст Блан попытался изменить сложившийся имидж конфедерации.
Новый генеральный секретарь подчёркнуто отмежёвывался от ультраправых, не поддерживал никаких контактов с Национальным фронтом Жан-Мари Ле Пена, дистанцировался даже от SAC. Блан отмечал общность профсоюзных задач ФКТ и ВКТ. Однако менее чем через два года после его избрания трагическое событие в Реймсе поставило под вопрос само существование ФКТ.

### Убийство в Реймсе
ВКТ организовала забастовку на реймском заводе VMC (производство бутылочного стекла для шампанского). ФКТ негативно отнеслась к этой инициативе. На заводе Citroën, расположенном по соседству с VMC, организацию ФКТ возглавлял мастер Клод Леконт — боевик SAC, отличавшийся физической силой, агрессивностью и жестокостью.
Около полуночи 5 июня 1977 Леконт с четырьмя боевиками попытался разогнать забастовочный пикет у проходной VMC. Это не удалось. Тогда Леконт вооружился карабином и сделал семнадцать выстрелов. Был убит пикетчик Пьер Мэтр, ранены Серж Вермёлен и Раймон Ришар.
На следующий день полиция арестовала Клода Леконта и его водителя Анри Манжематена. Оба предстали перед судом. Свои действия Леконт объяснял приступом неудержимого гнева. Защита утверждала, что Манжематен подвергся нападению, была повреждена обшивка автомобиля и дальнейшие действия Леконт совершил в порядке необходимой обороны (по другой версии — в состоянии опьянения). В итоге оба были признаны виновными, Леконт приговорён к 20 годам тюрьмы, Манжематен — к 7 годам.
Преступление в Реймсе вызвало общенациональный резонанс. В маршах протеста участвовали десятки тысяч. Огюст Блан заявил о своём глубоком огорчении, выразил соболезнование родным и друзьям погибшего, пожелал скорейшего выздоровления раненым. Все участники нападения на пикетчиков были исключены из профсоюза. Однако деятели ВКТ и ФКП напоминали о прежних актах насилия, обвиняли ФКТ в изначально преступном характере. Клод Леконт стал олицетворением «гангстера на службе патроната» и своеобразным символом ФКТ.

### Профсоюз соуправления
На чрезвычайном съезде профобъединения в 18 ноября 1977 Огюст Блан признал, что название ФКТ превратилось в компрометирующий фактор и «стало слишком тяжело, чтобы его носить». Почти единогласно делегаты решили переименовать ФКТ в Конфедерацию свободных профсоюзов (CSL, КСП). Съезд принял также манифест, обращённый к французским трудящимся — «подлинно народное профсоюзное движение отвергает марксизм, коллективизм и самоуправление — мы хотим соуправления». Принцип соуправления — участия рабочих в управлении и прибыли предприятий — стал при Огюсте Блане центральной установкой КСП. Была разработана программа «соуправления по-французски» — «корпоративный патриотизм» как альтернатива марксизму и либерализму.
В июне 1978 представители КСП, Автономной конфедерации труда и Национальной конфедерации французских служащих подписали «Манифест свободного профдвижения». Три профобъединения договорились координировать действия и осудили «формализованные конфедерации», приверженные «устаревшей догме классовой борьбы». В декабре 1979 они создали Альянс за свободу профсоюзов.
Показателем популярности французских профсоюзов является уровень поддержки при выборах промышленных трибуналов — судов по трудовым спорам. При руководстве Огюста Блана поддержка КСП заметно, хотя и не кардинально возросла. В 1979 за кандидатов конфедерации проголосовали более 130 тысяч (1,7 %), в 1992 — почти 240 тысяч (4,4 %). В то же время КСП Блана, как и ФКТ Симакиса, не смогла добиться «презумпции представительности». При президентстве социалиста Франсуа Миттерана КСП находилась в оппозиции, но в противоправных действиях не замечалась. Уже в 1982 была расформирована SAC. Её основатели Жак Фоккар и Пьер Дебизе создали Движение инициативы и свободы, сотрудничавшее с ФКТ.
С 1979 года КСП начала расширять отраслевой охват. Организации стали появляться не только в автомобилестроении, но и в строительстве, химической промышленности, на транспорте, предприятиях связи, в банковской и страховой сфере, общественном питании, торговле, частной охране. При этом ФКТ-КСП никогда официально не оглашала своей численности.

## Самороспуск
Процессы глобализации затронули не только традиционно-классовые, но и корпоративные профсоюзы. Заинтересованность снижалась и у наёмных работников, и у работодателей. Положение КСП осложнилось. Идеи соуправления и классового сотрудничества не встречали особого отклика во французском обществе, более привычном к социальной конфронтации. Президентство Жака Ширака, традиционного союзника ФКТ-КСП, принципиально положения не изменило — к тому времени конфедерация основательно деполитизировалась.
В середине 1990-х автомобилестроительную корпорацию Groupe PSA — объединение Citroën, Peugeot, Opel, Vauxhall, DS Automobiles; Simca к тому времени приобрёл Chrysler и перепродал той же PSA — возглавил «предприниматель новой генерации» Жан-Мартен Фольц. В 1997 Фольц взял курс на «диалог со всеми профсоюзами». На практике это означало прекращение привилегированного сотрудничества с КСП и финансирования конфедерации. Средства от членских взносов и других спонсоров не покрывали расходов деятельности. Отсутствие статуса «представительного профсоюза» осложняло доступ к государственным и муниципальным субсидиям.
В 1998 Огюст Блан оставил пост генерального секретаря. Он стал почётным президентом КСП, генеральным секретарём — профсоюзный функционер Жерар Мёдаль. Однако решающее слово во всех вопросах оставалось за Бланом. Когда в 2001 Мёдаль попытался политически дистанцироваться от видного голлистского лидера Шарля Паскуа (давний друг и партнёр Блана), Блан немедленно добился его отставки. Новым генеральным секретарём стал Жан-Кристиан Валентен, не отступавший от линии Блана. На период его секретарства пришлась забастовка парижских мусороуборщиков — крайне редкий случай совместного выступления КСП и ВКТ (также «Форс увриер» и Национального объединения автономных профсоюзов).
Последним генеральным секретарём КСП в 2002 году стал Жорж Ленгле — фактически на ликвидационный период. Решение о самороспуске КСП было принято 4 октября 2002. Членам профобъединения рекомендовалось вступать в идеологические и структурное близкое «Форс увриер». Руководители «Форс увриер» соглашались на вступление индивидуальном порядке, но без организационного присоединения и без соответствующих официальных переговоров (прежняя репутация «жёлтого профсоюза», склонного к насилию, продолжала сказываться даже много лет спустя). Так прекратил существования «оригинальный, хотя спорный элемент французского профдвижения».